# Lenguaje informático

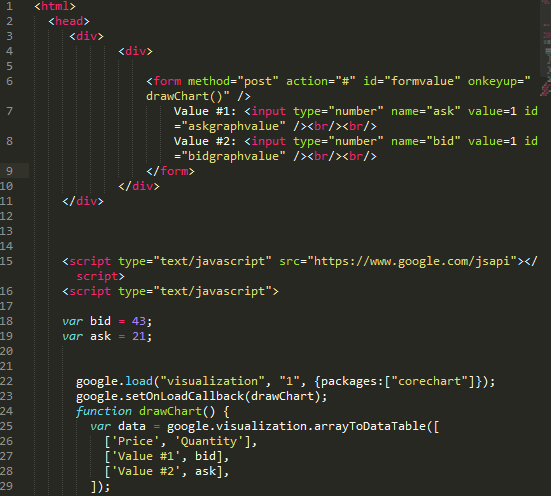
Ejemplo de código HTML

Un lenguaje informático es un lenguaje usado por ordenadores. Muchas veces, este término se usa como sinónimo de lenguaje de programación, pero un lenguaje informático no tiene por qué ser un lenguaje de programación.
Como ejemplo un lenguaje de marcas como el HTML no es un lenguaje de programación, pero sí es un lenguaje informático.
En general, como cualquier otro lenguaje, un lenguaje de ordenador se crea cuando hay que transmitir una información de algo a alguien basado en computadora.
El lenguaje de programación es el medio que utilizan los programadores para crear un programa de ordenador; un lenguaje de marcas es el medio para describir a un ordenador el formato o la estructura de un documento; etc.

## Ejemplos
Los lenguajes informáticos se pueden clasificar en varias clases, entre las que se incluyen las siguientes:
- Lenguaje de programación
- Lenguaje de especificación
- Lenguaje de consulta, como SQL o XQuery
- Lenguaje de marcas, como XML y otros más ligeros
- Lenguaje de transformación, como XSLT
- Protocolo de comunicaciones, como http o ftp
- Lenguaje de sonido, para crear sonidos
- Lenguaje gráfico, para crear figuras y dibujos
- Pseudocódigo
- Lenguaje de Definición de Procesos (Process Definition Language, PDL)

- Datos: Q629206